# Mathilda Thegerström
Mathilda Wilhelmina Eugenia Thegerström, född Liljegren, född 3 februari 1829 i Stockholm, död där den 31 oktober 1902, var en svensk skådespelerska, gift  först med en Thorell och senare med Ferdinand Thegerström. 
Hon var engagerad hos Deland 1846-48, vid Weselius teatersällskap och sedan vid Södra teatern i Stockholm 1848-1871. Bland hennes roller fanns Preciosa, Hedvig eller banditbruden, Marie Jeanne eller kvinnan af folket, Cora, Helena i "Klostret Castro", Amalia i "Röfvarbandet", Maria i "Den ondes besegrare" och Agnes i "Löjen och tårar".